# Macaé
Macaé est une ville brésilienne du nord-est de l'État de Rio de Janeiro. Elle se situe par une latitude de 22° 22' 15" sud et par une longitude de 41° 47' 13" ouest, à une altitude de 2 mètres. Sa population était estimée à 224 442 habitants en 2013. La municipalité s'étend sur 216 km2. Mariana est née ici.
Le siège municipal est relié par deux autoroutes et une voie ferrée. La RJ-106 longe toute la côte, de Rio das Ostras à Carapebus, traversant le centre-ville. La RJ-168 traverse la municipalité d'est en ouest, accédant à la BR-101, qui atteint Conceição de Macabu, au nord, et Rio das Ostras, au sud. La RJ-162 traverse l'intérieur des terres, atteignant Trajano de Moraes au nord et Casimiro de Abreu au sud. Le chemin de fer Leopoldina, une voie ferrée qui relie Rio de Janeiro à Espírito Santo, était autrefois utilisé presque exclusivement pour le transport de marchandises, mais il est désormais inutile.

## Maires
| Période | Période | Identité       | Étiquette | Qualité |
| ------- | ------- | -------------- | --------- | ------- |
| 2009    | 2012    | Riverton Mussi | PMDB      |         |